# No Entry
No Entry – bollywoodzka komedia wyreżyserowana w 2005 przez Aneesa Bazmeego, autora takich filmów jak Hulchul, Miłość musiała nadejść, Deewangee. W rolach głównych Salman Khan, Anil Kapoor, Fardeen Khan i Lara Dutta, Celina Jaitley, Esha Deol oraz Bipasha Basu. Za zdjęcia odpowiada Ashok Mehta (Chalte Chalte, Kisna). Tematem filmu są relacje trzech par, a akcja dotyczy zdrady i wierności, podejrzliwości i zaufania w związku między mężczyzną i kobietą. Film cieszył się w 2005 roku w Indiach bardzo dużą popularnością.

## Fabuła
Kishen (Anil Kapoor), magnat prasowy i wierny małżonek ma problemy z powodu nieuzasadnionej, nieustannej podejrzliwości żony Kaajal (Lara Dutta). Prem (Salman Khan) to uwodziciel zdradzający na każdym kroku swoją naiwną, wierzącą w każde jego kłamstwo żonę Pooję (Esha Deol). Sanjana zakochuje się w fotografie, lojalnym współpracowniku Kishena o imieniu Sunny (Fardeen Khan). Umęczony podejrzliwością żony Kishen decyduje się na romans z podstawioną mu przez Prema prostytuującą się tancerką z nocnego klubu "No Entry" Bobby (Bipasha Basu). Ta decyzja powoduje zamieszanie w relacjach wszystkich trzech par. Aby uniknąć odkrycia przez żonę Kishen przedstawia jej Bobby jako żonę Sunny’ego. Podczas ślubu Sunny’ego występuje ona jako żona Kishena. Kłamstwo goni kłamstwo, aż w końcu wszystkie trzy pary czują się rozdzielone wzajemną podejrzliwością i kłamstwami. Jak odzyskać zaufanie?

## Obsada
- Anil Kapoor – Kishen -nominacja do Nagrody Filmfare dla Najlepszego Aktora Komediowego
- Salman Khan – Prem – nominacja do Nagrody Filmfare dla Najlepszego Aktora Komediowego, nominacja do Nagrody Zee Cine dla Najlepszego Aktora Komediowego
- Fardeen Khan – Sunny
- Bipasha Basu – Bobby
- Lara Dutta – Kaajal
- Esha Deol – Pooja
- Celina Jaitley – Sanjana
- Boman Irani – minister Gupta
- Sameera Reddy – gościnnie

## Piosenki
Muzykę skomponował Anu Malik, twórca muzyki do takich filmów jak Refugee, Baazigar, Jestem przy tobie, China Gate czy Bride and Predjuce.
- No Entry / Ishq Ki Galli Mein – Sonu Nigam, Alisha Chinai
- Just Love Me / Main Akela  – Sonu Nigam
- Ishq Mein – Sunidhi Chauhan, K.K.
- Why Why / Dil Chura Ke – Alisha Chinai
- Hot Hot / Kalyug Ki Laila – Vasundhara Das, Alisha Chinai, Sunidhi Chauhan
- Kahan Ho Tum – Kumar Sanu, Udit Narayan
- Dil Paagal Hai – Alka Yagnik, Kumar Sanu, K.K.
- Mere Jaisa Koi Nahi  – Alisha Chinai, Sunidhi Chauhan